# Killer Grass
Killer Grass è l'ottavo album in studio del gruppo Hayseed Dixie, pubblicato l'8 febbraio del 2010. Il cofanetto contiene sia canzoni inedite che cover.

## Tracce
1. Tolerance
2. Bohemian Rhapsody
3. Alien Abduction Probe
4. Omen
5. In the Backyard
6. Eine Kleine Trinkemusik
7. Norfolk Girl
8. She's Just My Type
9. Underneath the Bed
10. Sabbath Bloody Sabbath
11. Won't Get Fooled Again
12. Ramblin' Man / Don't Cry For Me